# تپه شهر سوخته ۲۰۵
تپه شهر سوخته ۲۰۵ در شهرستان زابل، بخش شیب آب، دهستان لوتک، روستای حومه شهر سوخته، ۹/۵ کیلومتری جنوب غربی پایگاه باستان‌شناسی شهر سوخته واقع شده و این اثر در تاریخ ۱۵ اسفند ۱۳۸۵ با شمارهٔ ثبت ۱۷۹۷۸ به‌عنوان یکی از آثار ملی ایران به ثبت رسیده است.